# Domini britànic

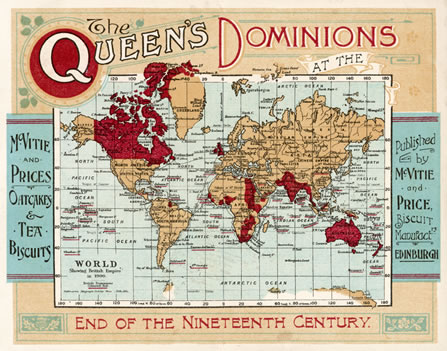
Mapa de l'Imperi Britànic sota la Reina Victòria al final del. Noteu que dominis es refereix a tots els territoris pertanyents a la Corona.

Un domini britànic o Dominion, es refereix a un grup d'organitzacions polítiques autònoms que es trobaven nominalment sota sobirania britànica, constituint l'Imperi Britànic i la Commonwealth, a la fi del segle xix. El concepte ha inclòs, en moments diferents, Canadà, Austràlia, Nova Zelanda, Terranova, Sud-àfrica i a l'Estat Lliure d'Irlanda. Després de 1948, el terme va ser usat per denotar nacions independents que mantenien al monarca britànic com a cap d'estat; aquests incloïen Pakistan, Sri Lanka, Kenya, Jamaica, Austràlia, Nova Zelanda i el Canadà, entre d'altres. Moltes antigues colònies que van obtenir la seva independència després de la Segona Guerra Mundial van ser anomenats Dominis en les seves constitucions d'independència; en molts casos aquests països aviat es van tornar repúbliques, acabant així la seva consideració de Dominis (Índia, Kenya, Nigèria, per exemple).

## Definició
En el dret anglosaxó anglès, els dominis de la Corona es referien als regnes i territoris sota la sobirania de la Corona; per exemple, l'Ordre del Consell annexant Xipre en 1914 estipulava que:
| « | the said Island shall be annexed to and form part of His Majesty's Dominions and the said Island is annexed accordingly. | » |

| « | aquesta Illa serà annexada a i formar part dels Dominis de Sa Majestat i aquesta Illa és annexada com correspon. | » |

L'ús de la paraula domini per referir-se a un territori particular, data al segle xvi, i va ser usada per descriure Gal·les des de 1535 fins al voltant de 1800. Domini, com a títol oficial, va ser conferit per primera vegada a Virgínia, prop de 1660 i al Domini de Nova Anglaterra en 1686. Aquests dominis mai van tenir un estatut semiautònom o autònom. Canadà va rebre aquest títol en la confederació de 1867 de diverses colònies britàniques a Amèrica del Nord.
La Conferència Colonial de 1907 va ser la primera vegada que les colònies autònomes del Canadà i la Mancomunitat d'Austràlia serien referides col·lectivament com a Dominis. Dues altres colònies autònomes, Nova Zelanda i Terranova, també van rebre el títol aquest any. Van ser seguides per Sud-àfrica (1910) i l'Estat Lliure Irlandès (1922).
L'estatus de Domini va ser oficialment definit en la Declaració Balfour (1926) i en l'Estatut de Westminster (1931), que reconeixien a aquests territoris com a Comunitats autònomes dins de l'Imperi Britànic, establint a aquests Estats com a iguals al Regne Unit, fent-los en essència membres independents de la Mancomunitat de Nacions. Després de la Segona Guerra Mundial, el declivi del colonialisme britànic va portar al fet que els Dominis fossin anomenats reialmes de la Mancomunitat, l'ús de la paraula va disminuir gradualment dins d'aquests països des de llavors. No obstant això, encara que fora d'ús, roman com el títol legal del Canadà; més encara, la frase Els dominis de Sa Majestat contínua ocasionalment en l'ús legal modern del Regne Unit.

## Desenvolupament Històric

### Dominis d'Ultramar
Domini es referia originalment a qualsevol possessió de l'Imperi britànic. El títol complet d'Oliver Cromwell durant el seu protectorat va ser Lord Protector de la Mancomunitat d'Anglaterra, Escòcia i Irlanda, i els dominis a aquesta pertanyents. En 1660, el Rei Carles II li va donar a la Colònia de Virgínia el títol de Domini en gratitud per la lleialtat de Virgínia a la Corona durant la Guerra Civil Anglesa; l'estat encara conserva Vell Domini com a sobrenom. El nom també es va presentar en el breu Domini de Nova Anglaterra (1686-1689). En tots aquests casos, domini implicava ser un súbdit de l'Imperi.

### Govern Responsable

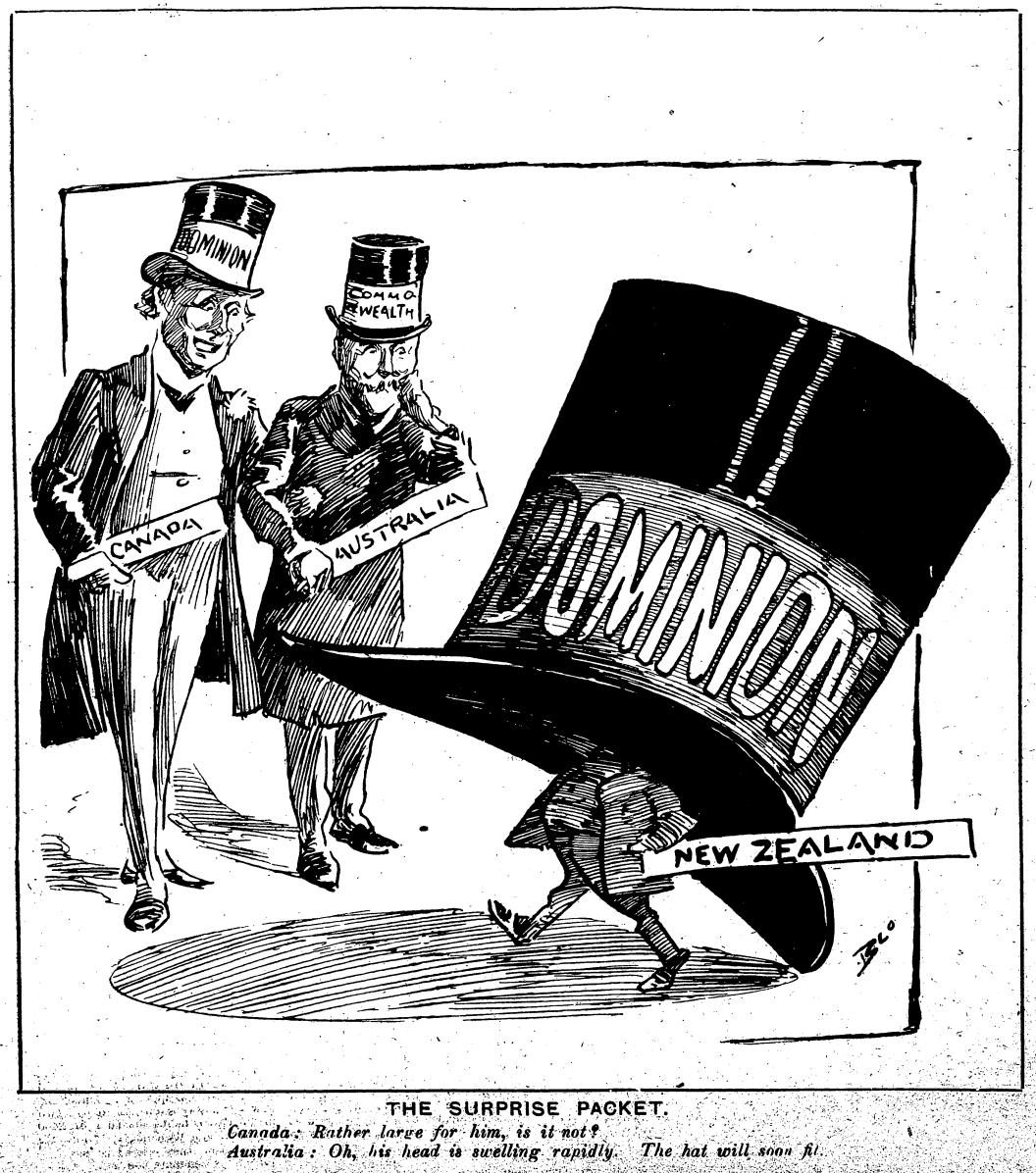
El New Zealand Observer (1907) mostra al Primer Ministre Joseph Ward com un nan pretensiós sota un enorme barret de copa de 'domini'. El peu de la il·lustració llegeix: El Paquet Sorpresa:
Canadà: Un xic gran per a ell, no ho és?
Austràlia: Oh el seu cap s'està inflant ràpidament. El barret aviat li quedarà.

La fundació per a l'estatus de Domini va ser l'èxit de l'autonomia en la forma de govern responsable. El govern responsable en les colònies britàniques va començar a aparèixer durant els 1840 (típicament amb Nova Escòcia com la primera colònia a aconseguir-lo al començament de 1848) i va ser concedit a la majoria de les principals colònies (Amèrica del Nord britànica, Austràlia, i Nova Zelanda) cap a 1856. La majoria dels territoris de l'Amèrica del Nord britànica van ser units en una unió federal entre 1867 i 1873 sota l'autoritat de la Llei de l'Amèrica del Nord britànica que va designar a la nova entitat un Domini (secció 3 de la Llei de l'Amèrica del Nord britànica).
Austràlia i Nova Zelanda també van ser designades dominis en 1907. L'Acta de les Constitucions Australianes de 1850 va establir la maquinària per les llavors quatre colònies australianes (Nova Gal·les del Sud, Tasmània, Austràlia Occidental i Austràlia Meridional) per organitzar Parlaments i governs responsables una vegada que s'assolissin certes condicions; també va establir la separació de Victòria de Nova Gal·les del Sud i el seu establiment com una colònia separada (el 1851) amb capacitat similar per obtenir autonomia. Nova Gal·les del Sud, Victòria, Austràlia Meridional i Tasmània, juntament amb Nova Zelanda, van obtenir govern responsable poc després en 1856; l'autonomia per Austràlia Occidental va ser retardada fins a 1891, principalment per la contínua dependència financera de Gran Bretanya. Queensland va ser separada de Nova Gal·les del Sud i establerta com una colònia separada en 1859. Això va deixar una gran part de territori a Austràlia septentrional tècnicament encara part de Nova Gal·les del Sud encara que físicament separada d'ella. Aquest territori va ser transferit en part a Queensland i la resta a Austràlia Meridional en 1863. La secció Sudaustraliana sent eventualment transferida a la Mancomunitat d'Austràlia com el Territori del Nord federal en 1911.
Sud-àfrica es va tornar un domini en 1919. Les seves colònies s'havien tornat autònomes abans, la primera la Colònia del Cap en 1872; aquesta va ser seguida per Natal (1893), Transvaal (1906) i la Colònia d'Orange (1907).

### Canadà i Confederació
L'ús del segle XX del terme Domini pot ser rastrejat al suggeriment de Samuel Leonard Tilley en la Conferència de Londres de desembre de 1866, discutint la confederació de quatre de les colònies de l'Amèrica del Nord britànica, Canadà (conseqüentment les províncies d'Ontario i Quebec), Nova Brunswick i Nova Escòcia, en Un Domini sota el Nom del Canadà, la primera federació en l'Imperi Britànic. El suggeriment de Tilley va ser pres del Salm 72:8, Dominarà de mar a mar, i des del riu fins als confinis de la terra! que és ressonat en el lema nacional A Mari Usque Ad Mare. El nou govern canadenc va usar Domini del Canadà per designar a la nova i més gran colònia. Ni la Confederació ni l'adopció del títol de Domini, no obstant això, van concedir major autonomia o poders nous al nou nivell federal de govern. El senador Eugene Forsey documenta que els poders adquirits des del 1840 que van establir el sistema de Govern Responsable serien simplement transferits al nou govern del Domini:
Per al moment de Confederació en 1867, aquest sistema havia estat operant en la major part del que és ara Canadà central i oriental durant gairebé 20 anys. Els Pares de la Confederació simplement van continuar el sistema que coneixien, el sistema que estava ja treballant, i treballant bé.
L'erudit constitucional Andrew Heard estableix que la Confederació no va canviar legalment l'estatus colonial del Canadà a una mica més propera al seu estatus posterior de domini.
En el seu inici en 1867, l'estatus colonial del Canadà estava marcat per una subjugació política i legal a la supremacia imperial britànica en tots els aspectes de govern - legislatiu, judicial, i executiu. El Parlament Imperial a Westminster podia legislar en qualsevol afer relacionat amb Canadà i podia invalidar qualsevol legislació local, la cort final d'apel·lació per a la litigació canadenca roman amb el Comitè Judicial del Consell Secret a Londres, el Governador General tenia un rol substantiu com a representant del govern britànic, i el màxim poder executiu estava investit en el Monarca britànic - qui era aconsellat només pels Ministres britànics en aquest exercici. La independència canadenca es va aconseguir quan cadascun d'aquestes subordinacions van ser remogudes eventualment.
Heard documenta el considerable cos de legislació passat pel Parlament Britànic en la part final del segle xix que mantindria i expandiria la seva supremacia imperial per restringir les seves colònies, incloent-hi el nou govern del Domini.
Quan el Domini del Canadà va ser creat en 1867 se li van conferir poders d'autonomia per ocupar-se de tots els seus assumptes interns, però la Gran Bretanya mantenia la supremacia legislativa total. Aquesta supremacia imperial podia ser exercida a través de diverses mesures estatutàries. En primer lloc, l'Acta de Constitució de 1867 estableix en s.55 que el Governador General pot reservar-se qualsevol legislació aprovada per les dues Cambres del Parlament per a la significació del plaure de La seva Majestat, que és determinat d'acord amb s.57 per la Reina (britànica) en Consell. En segon lloc, s.56 estableix que el Governador General ha d'enviar a un dels Principals Secretaris de l'Estat de La seva Majestat a Londres una còpia de qualsevol legislació federal que hagi estat aprovada; dins dels dos anys a partir de la recepció d'aquesta còpia, la Reina (britànica) en Consell pot desestimar una Acta. En tercer lloc, quatre peces de legislació imperial restringien les legislatures canadenques. L'Acta de Validesa de Lleis Colonials de 1865 va establir que cap llei de la colònia podria vàlidament discrepar, esmenar o revocar legislació Imperial que explícitament o per necessària implicació apliqués directament a aquesta colònia; L'Acta d'Embarcacions Mercants, 1894 així com l'Acta de Corts Colonials d'Almirallat, 1890 van requerir la reserva de la legislació del domini en aquells tòpics per a aprovació pel govern britànic; i, l'Acta de Reserves Colonials de 1900 va establir la prohibició de legislació del Domini que el govern britànic sentís que pogués perjudicar accionistes britànics de títols fiduciaris del Domini. Més important, no obstant això, el Parlament Britànic podia exercir el dret legal de superació que posseïa en el dret anglosaxó per aprovar qualsevol legislació en qualsevol tema que afectés a les colònies.
No obstant això, com Heard explica posteriorment, el govern britànic rares vegades invocava els seus poders sobre la legislació canadenca. De fet, en el context canadenc, els poders legislatius britànics sobre política interna canadenca va ser en gran part teòrica i el seu exercici va ser cada vegada més inacceptable durant 1870 i 1880. El naixement de l'estatus de domini i la posterior independència del Canadà i altres colònies no esdevindria per l'atorgament de títols o reconeixement similar pel Parlament Britànic, sinó per iniciatives preses per governs colonials per afirmar la seva independència i establir precedents legals constitucionals.
El que és notable sobre tot aquest procés és que va ser aconseguit amb un mínim d'esmenes legislatives. Molta de la independència canadenca va sorgir des del desenvolupament de nous arranjaments polítics, molts dels quals han estat absorbits en decisions judicials que interpreten la constitució - amb reconeixement explícit o sense. El pas del Canadà des de ser una part integral de l'Imperi Britànic fins a ser un membre independent de la Mancomunitat il·lustra la manera en què les regles constitucionals fonamentals han evolucionat a través de la interacció de la convenció constitucional, la llei internacional, i l'estatut municipal i la norma per precedents judicials.

### La Conferència Colonial de 1907
Els afers d'autonomia colonial es van bolcar en assumptes internacionals amb la Guerra dels Boer (1899-1902). Les colònies autònomes van contribuir significativament als esforços britànics per detenir la insurrecció, però es van assegurar d'establir les condicions per a la participació en aquestes guerres. Els governs colonials repetidament van actuar per assegurar que ells determinessin l'abast de la participació dels seus pobles en les guerres imperials en l'abast militar per la Primera Guerra Mundial.
L'assertivitat de les colònies autònomes va ser reconeguda en la Conferència Colonial de 1907, que implícitament va introduir la idea del Domini com una colònia autònoma referint-se a Canadà i a Austràlia com a Dominis. També va retirar el nom Conferència Colonial i ordenava que les reunions tindrien lloc regularment per a consultar als Dominis sobre l'administració dels afers exteriors de l'imperi.
La Colònia de Nova Zelanda, que va escollir no formar part en la federació australiana, ràpidament es va tornar en Domini de Nova Zelanda el 26 de setembre de 1907; Terranova es va tornar un Domini el mateix dia. La recentment creada Unió de Sud-àfrica també seria referida com un Domini en 1910.

### La Primera Guerra Mundial i el Tractat de Versalles

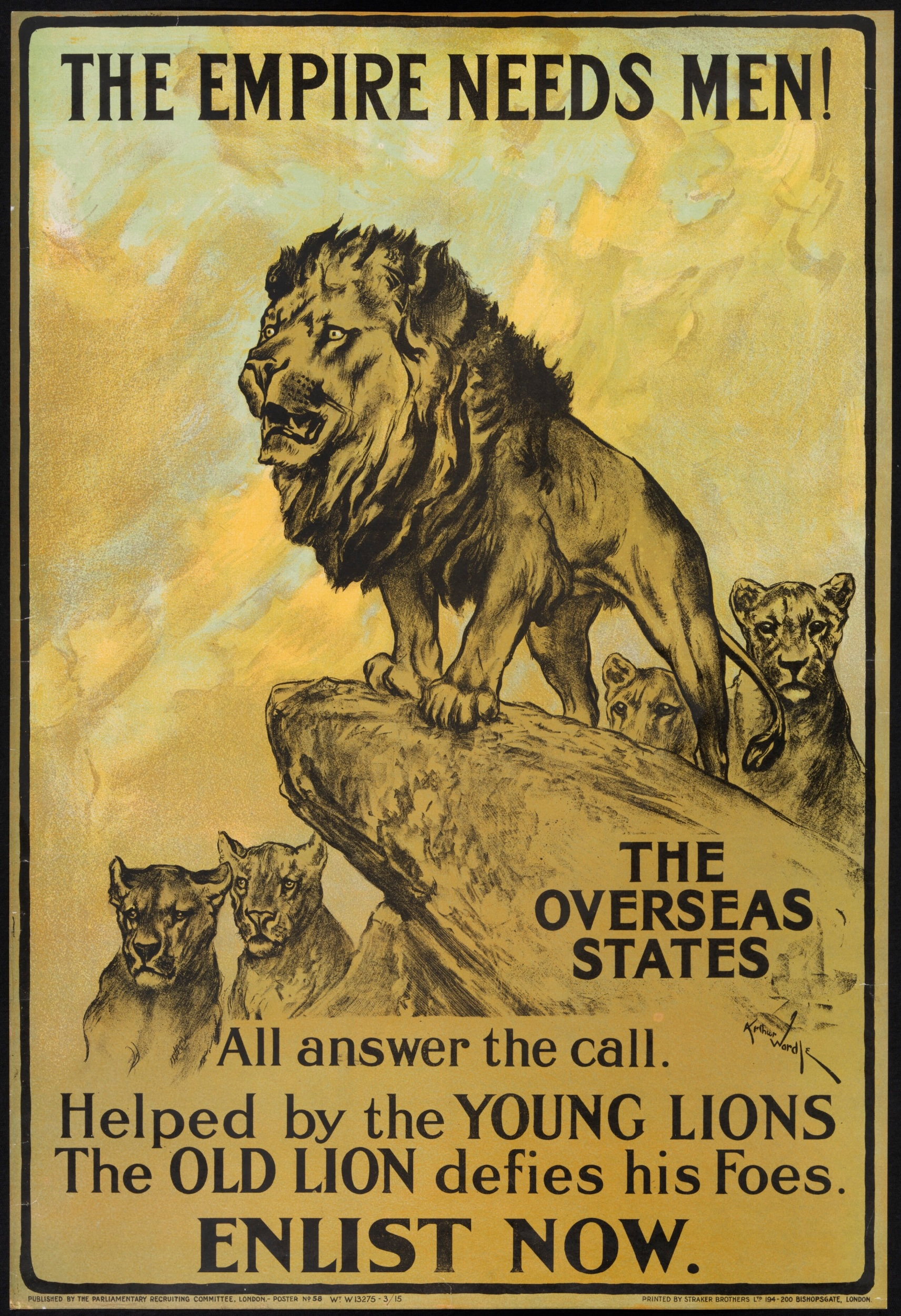
El Comitè Parlamentari de Reclutament va produir aquest pamflet per la Primera Guerra Mundial. Dissenyat per Arthur Wardle, insta als homes dels Dominis de l'Imperi Britànic per allistar-se en la guerra.

Les iniciatives i contribucions de les colònies britàniques a l'esforç de guerra britànic en la Primera Guerra Mundial van ser reconeguts per Bretanya amb la creació del Gabinet Imperial de Guerra en 1917, que els va donar veu i vot en el desenvolupament de la guerra. L'estatus de domini com a Estats autònoms, oposat a títols simbòlics atorgats a diverses colònies britàniques, hauria d'esperar fins a 1919 quan els dominis autònoms van signar el Tractat de Versalles independentment del govern britànic i van ser membres diferents de la Lliga de Nacions. Això va acabar l'estatus purament colonial dels dominis.
"La Primera Guerra Mundial va acabar el període purament colonial en la història dels Dominis. La seva contribució militar a l'esforç aliat els va donar dret a igualtat de reconeixement amb altres petits Estats i una veu en la formació de polítiques. Aquest dret va ser reconegut dins l'Imperi amb la creació del Gabinet Imperial de Guerra en 1917, i dins de la comunitat de nacions per les signatures dels Dominis en el Tractat de Versalles i per representació separada dels Dominis en la Lliga de Nacions. D'aquesta manera els "Dominis autònoms", com eren anomenats, van sorgir com a membres principiants de la comunitat internacional. Llur estatut desafiava anàlisis exactes d'advocats internacionals i constitucionals, però era clar que ja no havien de ser considerats simplement com a colònies de la Gran Bretanya"'.

### L'Estat Lliure Irlandès
L'Estat Lliure Irlandès en 1922, després de la Guerra Angloirlandesa, va mantenir al mateix monarca com a cap d'Estat, representat localment per un Governador General designat en conferència amb el govern del Domini. L'Estat Lliure Irlandès, dirigit per William T. Cosgrave va ser el primer Domini a designar a un Governador General no-britànic, no-aristòcrata, quan Timothy Michael Healy va prendre la posició en 1922. L'estatus de Domini mai va ser popular a l'Estat Lliure Irlandès/Irlanda, on la gent ho veia com una mesura per a cuidar les aparences pel govern britànic incapaç de tolerar una república en el que havia estat abans el Regne Unit de Gran Bretanya i Irlanda. Els successius governs irlandesos van minar els llaços constitucionals amb Gran Bretanya, fins que foren tallats completament en 1949. El 1936 Irlanda va adoptar, gairebé simultàniament, tant una nova constitució que incloïa poders per al President d'Irlanda com una llei confirmant el rol del rei com a cap d'Estat en relacions exteriors.
En 1930, el Primer Ministre Australià, James Scullin, va reforçar el dret dels Dominis d'ultramar per designar governadors generals nadius quan va aconsellar al Rei Jordi V designar Sir Isaac Isaacs com el seu representant a Austràlia, contra els desitjos de l'oposició i oficials a Londres.

### La Segona Declaració Balfour i l'Estatut de Westminster
La Declaració Balfour de 1926 i el subsegüent Estatut de Westminster de 1931 va restringir l'habilitat de Gran Bretanya per aprovar o afectar lleis fora de la seva pròpia jurisdicció. Significativament, va ser Gran Bretanya qui va iniciar el canvi per completar la independència dels Dominis. La Primera Guerra Mundial havia deixat Gran Bretanya carregada d'enormes deutes i la Gran Depressió havia reduït encara més l'habilitat de Gran Bretanya per pagar per la defensa del seu imperi. Malgrat l'opinió popular dels imperis, els Dominis més grans eren poc inclinats a deixar la protecció de la llavors superpotència. Per exemple, molts canadencs sentien que sent part de l'Imperi Britànic era l'única cosa que havia evitat que fossin absorbits pels Estats Units.
Fins a 1931, Terranova era referida com una colònia en el Regne Unit, com per exemple, en la referència de 1927 del Comitè Judicial del Consell Privat per delinear la frontera Quebec-Labrador. L'autonomia completa va ser-li concedida pel parlament del Regne Unit amb l'Estatut de Westminster al desembre de 1931. No obstant això, el govern de Terranova va sol·licitar al Regne Unit no tenir les seccions 2 a 6 confirmant estatus de Domini aplicades automàticament a ella[,] fins que la Legislatura de Terranova aprovés abans l'Estatut, aprovació que la Legislatura subseqüentment mai va donar. En qualsevol esdeveniment, la patent reial de Terranova de 1934 va suspendre l'autonomia i va instituir una Comissió de Govern, que va continuar fins que Terranova es va convertir una província del Canadà en 1949. És l'opinió d'alguns advocats constitucionalistes que encara que Terranova va escollir no exercir totes les funcions d'un Domini com Canadà, el seu estatus com un Domini va ser suspès en 1934, però no revocat o abolit.
Canadà, Austràlia, Nova Zelanda, Terranova i Sud-àfrica (abans de tornar-se una república i deixar la Mancomunitat en 1961), amb les seves grans poblacions d'ascendència europea, eren de vegades conegudes col·lectivament com els Dominis Blancs. Avui Canadà, Austràlia, Nova Zelanda i el Regne Unit són referits de vegades com Mancomunitat Blanca.
El Regne Unit i les seves parts components mai van aspirar al títol de Domini, i restaren anòmals dins de la xarxa de membres iguals lliures i independents de l'imperi i la Mancomunitat. No obstant això, aquesta idea ha estat proposada sovint per alguns a Irlanda del Nord com una alternativa a una Irlanda Unida si se senten incòmodes dins del Regne Unit.

## Els Dominis

### Llista de Dominis
| Canadà                           | 1867 |      | Continua com un regne de la Commonwealth i membre de la Mancomunitat Britànica de Nacions |
| Austràlia                        | 1901 |      | Continua com un regne de la Commonwealth i membre de la Mancomunitat Britànica de Nacions |
| Nova Zelanda                     | 1907 |      | Continua com un regne de la Commonwealth i membre de la Mancomunitat Britànica de Nacions |
| Terranova                        | 1907 | 1949 | Després que el govern havia tornat al control directe de Londres en 1934, esdevé una província del Canadà sota la Llei de l'Amèrica del Nord Britànica de 1949 (ara Llei de Terranova) aprovada pel Parlament del Regne Unit el 31 de març de 1949, abans de la declaració de Londres de 28 d'abril de 1949  |
| Sud-àfrica                       | 1910 | 1961 | Esdevingué república en 1961 sota la Llei Constitucional de la República de Sud-àfrica de 1961, aprovada pel Parlament de Sud-àfrica, amb el títol Per constituir la República de Sud-àfrica i preveure'n les qüestions accessòries, sancionada el 24 d'abril de 1961 i en vigor des del 31 de maig de 1961. |
| Estat Lliure d'Irlanda / Irlanda | 1922 | 1949 | Esdevingué república en 1949 |
| Índia                            | 1947 | 1950 | Esdevingué república en 1950 |
| Pakistan                         | 1947 | 1956 | Esdevingué república en 1956 amb el nom República Islàmica de Pakistan: Constitució de 1956 |
| Ceilan                           | 1948 | 1972 | Esdevingué república en 1972 sota el nom de Sri Lanka: Sri Lanka Republic Act 1972 aprovada pel parlament del Regne Unit el 27 de juliol de 1972, amb el títol complert Llei per a establir disposicions en relació amb Ceilan esdevenint una república dins de la Commonealth sota el nom de Sri Lanka.     |
| 1. 2.                            |      |      | |

### Austràlia
Quatre colònies d'Austràlia havien gaudit de govern responsable des de 1856: Nova Gal·les del Sud, Victoria, Tasmània i Austràlia Meridional. Queensland va tenir govern responsable poc després de la seva fundació en 1959, però, a causa de la contínua dependència financera a Bretanya, Austràlia Occidental va ser l'última colònia australiana a obtenir autonomia en 1890. Durant els 1890 les colònies van votar per unir-se i en 1901 van ser federades sota la Corona Britànica com la Mancomunitat d'Austràlia per l'Acta de la Constitució de la Mancomunitat d'Austràlia. La Constitució d'Austràlia havia estat preparada a Austràlia i aprovada per consentiment popular. Per tant, Austràlia és un dels pocs països establerts per vot popular. Sota la segona Declaració Balfour, el govern federal era considerat igual (i no subordinat) als govern britànic i d'altres dominis, i això va ser reconegut de forma legal en 1942 (quan l'Estatut de Westminster va ser adoptat retroactivament al començament de la Segona Guerra Mundial 1939). Els governs dels Estats (cridats colònies abans de 1901) van romandre sota la Mancomunitat però van mantenir llaços vestigials al Parlament Britànic fins a l'aprovació de l'Acta d'Austràlia de 1986 així esdevingué plenament independent.

### Canadà
Vegeu també: Nom del Canadà

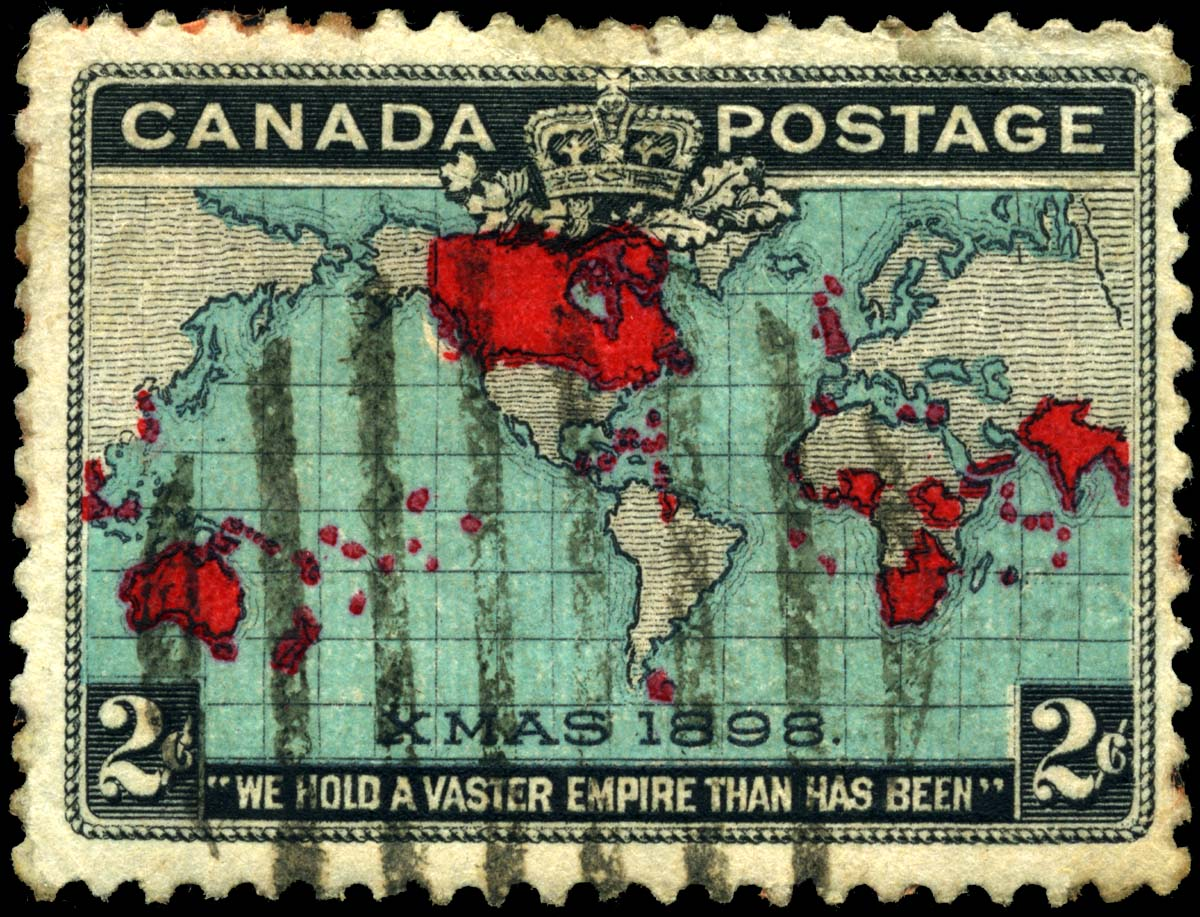
Segell Postal del Domini del Canadà, 1898.

Domini és el títol legal conferit al Canadà en la Constitució del Canadà, segons la Llei Constitucional de 1867 (Llei de l'Amèrica del Nord britànica), i descriu la unió política resultant. Específicament, el preàmbul de l'Acta de la NAB indica:
Mentre que les Províncies del Canadà, Nova Escòcia i Nova Brunswick han expressat el seu Desig de ser unides federalment en Un Domini sota la Corona del Regne Unit de Gran Bretanya i Irlanda, amb una Constitució similar en Principi a aquella del Regne Unit…
i, més encara, les seccions 3 i 4 indiquen que les províncies:
[…] hauran de formar i ser Un Domini sota el Nom del Canadà; i després d'aquest Dia aquestes Tres Províncies hauran de formar i ser Un Domini sota aquest Nom com correspon.
Tret que sigui d'una altra manera expressat o insinuat, el Nom Canadà haurà de ser pres com a significant Canadà com està constituït sota aquesta Acta.
L'ús del terme Domini del Canadà va ser sancionat com el nom polític formal del país en 1867 i anterior l'ús general del terme 'domini' com va ser aplicat a altres regions de l'Imperi Britànic en 1907.
De vegades és ignorat l'ús del terme Domini per caracteritzar una impopular i efímera (1686-1689) confederació encolomat sobre diverses colònies britàniques -el Domini de Nova Anglaterra.
Alguns encara llegeixen l'aprovació de l'Acta de la *NAB com especificant aquesta frase - en lloc de Canadà solament - com el nom. El terme Domini del Canadà no apareix en l'acta de 1867 ni en l'Acta Constitucional de 1982 però apareix en l'Acta Constitucional de 1871, altres texts contemporanis i bitllets. Referències al Domini del Canadà en actes posteriors com l'Estatut de Westminster, no aclareixen el punt perquè tots els substantius iniciaven formalment amb majúscula en l'estil legislatiu britànic. En efecte, en el text original de l'Acta de la NAB, Un i Nom també tenien majúscules.
A partir dels cinquanta, el govern federal va començar a retirar gradualment l'ús de Domini, que havia estat usat àmpliament com un sinònim de federal o nacional tals com a edifici del Domini per a una oficina postal, relacions Domino-provincials, i així successivament. L'últim canvi important va ser el nomenament del dia festiu del Dia del Domini al Dia del Canadà en 1982. Les lleis de bilingüisme també van contribuir al desús de domini, perquè no hi ha equivalent acceptable en francès.
Encara que el terme pot trobar-se en documents oficials, i el Carillonneur del Domini encara soni en el Turó del Parlament, aquest és rarament usat per a distingir el govern federal de les províncies o (històricament) Canadà abans i després de 1867. No obstant això, el govern federal contínua produint publicacions i materials educatius que especifiquen l'actualitat d'aquests títols oficials.
Els defensors del títol Domini — incloent als monàrquics qui veuen signes de progressiu republicanisme a Canadà i troben alleujament en el fet que l'Acta Constitucional de 1982 no esmenta i, per tant, no remou el títol, i que una esmena constitucional seria requerida per canviar-ho.
La paraula Domini ha estat usada amb altres agències, lleis, i rols:
- Campaner del Domini - persona responsable per tocar el carilló en la Torre de la Pau des de 1916
- Dia del Domini (1867-1982) - dia festiu marcant el dia nacional del Canadà; avui anomenat el Dia del Canadà
- Observatori del Domini (1905-1970) - observatori meteorològic a Ottawa; ara usat com l'Oficina d'Eficiència d'Energia, Rama d'Energia, Recursos Naturals del Canadà
- Acta de Terres del Domini (1872) - acta de terres federals; revocat en 1918
- Departament d'Estadístiques del Domini (1918-1971) - substituït per Estadística Canadà
- Policia del Domini (1867-1920) - fusionat per formar la Reial Policia Muntada del Canadà o del francès Gendarmeria Reial del Canadà (RCMP/GRC)
- Observatori Astrofísic del Domini (1918-1975); ara operat com el Consell Nacional de Recerca (Canadà) Institut Herzberg d'Astrofísica
- Observatori Radio Astrofísic del Domini (1960-present); ara operat pel Consell Nacional de Recerca (Canadà)
- Associació de Rifles del Domini del Canadà fundada en 1868 i incorporada per una acta del Parlament en 1890

El Banc Toronto-Dominion (fundat com el Banc Dominion en 1871 i més tard fusionat amb el Banc de Toronto), la Companyia General d'Assegurances del Domini del Canadà (fundada en 1887), l'Institut Històrica-Dominion (creat en 1997), i Dominion Stores (fundades en 1927, anomenades Metro Stores començant a l'agost de 2008) són corporacions canadenques notables no afiliades amb el govern que han usat Domini com a part del seu nom corporatiu.

### Ceilan/Sri Lanka
Ceilan, com una colònia de la corona, li van prometre originàriament un estatut completament responsable dins de la Mancomunitat britànica de nacions, i li va ser concedida la independència com un Domini en 1948. En 1972 va adoptar una constitució republicana per convertir-se en la República Lliure, Sobirana i Independent de Sri Lanka. Per la nova constitució en 1978 es va tornar la República Democràtica Socialista de Sri Lanka.

### Estat Lliure Irlandès/Irlanda
L'Estat Lliure Irlandès va ser un Domini britànic entre 1922 i 1949. Durant la dècada de 1930 els irlandesos van deixar de participar en les conferències i esdeveniments de la Mancomunitat. En 1937 el poble irlandès va establir un nou estat amb el nom Irlanda sota una nova constitució. No obstant això, el Regne Unit i altres membres de la Mancomunitat van continuar veient a Irlanda com un domini a causa del rol inusual acordat al Monarca Britànic sota l'Acta de Relacions Exteriors irlandesa. En última instància, no obstant això, els Oireachtas d'Irlanda van aprovar l'Acta de la República d'Irlanda que van entrar en vigor en 1949 i inequívocament va acabar els llaços d'Irlanda amb el Monarca Britànic i la Mancomunitat.
En l'establiment de l'Estat Lliure Irlandès el 6 de desembre de 1922, amb estatus de domini semblant al Canadà, es van prendre precaucions perquè Irlanda del Nord s'unís al nou domini però amb el dret de no fer-ho. No obstant això, com s'esperava en aquest moment, l'endemà de la signatura del Tractat Angloirlandès, el Parlament d'Irlanda del Nord va escollir, sota els termes d'aquest tractat, no fer-ho.

### Índia i Pakistan
Índia va adquirir govern responsable en 1909, a través del primer Parlament no es va reunir fins a 1919. Índia i Pakistan es van separar com a dominis independents en 1947. Índia es transformà en república en 1950 i Pakistan adoptà una forma de govern republicana en 1956.

### Nova Zelanda
L'Acta Constitucional de Nova Zelanda 1852 li va donar a la colònia de Nova Zelanda el seu propi Parlament (Assemblea General) i autonomia política en 1852. En 1907 Nova Zelanda va ser proclamada el Domini de Nova Zelanda. Nova Zelanda, Canadà i Terranova de fet usen la paraula domini en el títol oficial de la nació, mentre que Austràlia va utilitzar el nom Mancomunitat d'Austràlia i Sud-àfrica usà el nom Unió de Sud-àfrica. Nova Zelanda va adoptar l'Estatut de Westminster en 1947 i en el mateix any va ser aprovada a Londres la legislació que donava a Nova Zelanda poders complets per esmenar la seva pròpia constitució. En 1986, el parlament de Nova Zelanda va aprovar l'Acta Constitucional de 1986 que va revocar l'Acta Constitucional de 1852 tornant-se així independent del Regne Unit.

### Sud-àfrica
La Unió de Sud-àfrica va ser formada en 1910 per les quatre colònies autònomes del Cap de Bona Esperança, Natal, Transvaal i l'Estat Lliure d'Orange (les últimes dues van ser antigues repúbliques Boer). L'Acta de Sud-àfrica de 1909 va establir un Parlament consistent d'un Senat i una Assemblea. Les províncies tindrien les seves pròpies legislatures. En 1961, la Unió de Sud-àfrica va adoptar una nova constitució, va deixar la Mancomunitat, i es va convertir en l'actual República de Sud-àfrica.

### Terranova
La colònia de Terranova va gaudir de govern responsable des de 1855-1934. Estava entre les colònies que serien declarades dominis en 1907. Seguint les recomanacions de la Comissió Reial, el govern parlamentari va ser suspès en 1934. En 1949, el Domini de Terranova s'uní al Canadà i la legislatura fou restaurada.

## Rhodèsia del Sud

Rhodèsia del Sud (Zimbabwe des de 1980), en vermell al mapa d'Àfrica

Rhodèsia del Sud va ser un cas especial en l'Imperi Britànic. Encara que mai va ser un domini, era tractat com un domini en molts aspectes. Rhodèsia del Sud va ser creada en 1923 dels territoris de la Companyia Britànica de l'Àfrica del Sud. Va ser creada com una colònia autònoma amb autonomia substancial en el model dels dominis. No obstant això, les autoritats imperials a Londres continuaven mantenint poders directora sobre assumptes locals. Rhodèsia del Sud no era inclosa com un dels territoris que van ser esmentats en l'Estatut de Westminster de 1931 encara que els assumptes relacionats amb Rhodèsia del Sud eren administrats a Londres a través de l'Oficina de Dominis en lloc de l'Oficina Colonial. Quan els dominis van ser tractats per primera vegada com a països estrangers per Londres per als propòsits d'immunitat diplomàtica en 1952, Rhodèsia del Sud també va ser inclosa en la llista de territoris concernents. L'estatus de semidomini va continuar a Rhodèsia del Sud encara pels deu anys, 1953-1963, quan va ser unida amb Rhodèsia del Nord i Nyasalàndia en la Federació de l'Àfrica Central, encara que les altres dues van mantenir el seu estatus com a protectorats britànics.
Quan a Rhodèsia del Nord se li va concedir independència en 1964 va adoptar el nou nom de Zàmbia, i Rhodèsia del Sud simplement retorn al nom de Rhodèsia. Quan Rhodèsia va declarar unilateralment independència del Regne Unit en 1965 com a resultat de ser pressionat per acceptar els principis de govern de majoria negra. Aquest estat de DUI (declaració unilateral d'independència) va ser considerat a Londres com a il·legal, sancions van ser aplicades, i Rhodèsia va ser expulsada de la zona esterlina. No obstant això, Rhodèsia va continuar la seva constitució d'estil de domini fins a 1970, i va continuar emetent passaports britànics als seus ciutadans. Aquests passaports britànics d'emissió rhodèsia només eren reconeguts per Portugal i Sud-àfrica. En el període de 1965 a 1970, el govern rhodesià va continuar la seva lleialtat al Sobirà malgrat estar en un estat de rebel·lió contra el govern de Sa Majestat a Londres. No obstant això, en 1970, Rhodèsia finalment va decidir adoptar una constitució republicana i en 1980 se li va atorgar independència legal del Regne Unit després de la transició al govern de majoria negra. Aleshores va adoptar el nou nom de Zimbabwe.

## Relacions exteriors
Inicialment, l'Oficina d'Afers exteriors del Regne Unit va conduir les relacions exteriors dels Dominis. Una secció de Dominis va ser creada dins de l'Oficina Colonial per a aquest propòsit en 1907. Canadà va instal·lar el seu propi Departament d'Afers exteriors al juny de 1909, però les relacions diplomàtiques d'altres governs van continuar operant a través de governadors generals, Alts Comissionats de Domini a Londres (primer designat per Canadà en 1880; Austràlia va seguir fins a 1910), i legions britàniques a l'estranger. Bretanya va considerar que la seva declaració de guerra contra Alemanya a l'agost de 1914 s'estenia a tots els territoris de l'Imperi sense necessitat de consulta, ocasionant disgust en cercles oficials canadencs i contribuint a una breu insurrecció antibritànica per militants afrikaners a Sud-àfrica més tard en el mateix any. Una Missió Canadenca de Guerra en Washington DC tractava amb assumptes de subministrament des de febrer de 1918 fins a març de 1921.
Encara que els dominis no havien tingut veu formal en declarar la guerra, cadascun es va convertir en un signatari separat del Tractat de Versalles de juny de 1919, que havia estat negociat per una delegació imperial unida liderada per Bretanya. El setembre del 1922, la renúncia dels dominis a fer costat a l'acció militar britànica contra Turquia va influir en la decisió britànica per buscar un acord de compromís. L'autonomia diplomàtica va seguir en poc temps, amb el Tractat Halibut entre Canadà i els Estats Units (març de 1923) marcant la primera vegada que un acord internacional havia estat negociat i conclòs totalment de manera independent per un domini. La Secció de Dominis de l'Oficina Colonial va ser elevada al juny de 1926 a una Oficina de Dominis separada; no obstant això, inicialment, aquesta oficina era dirigida per la mateixa persona que dirigia l'oficina del Secretari d'Estat per a les Colònies.
El principi d'igualtat dels Dominis amb Bretanya i independència de les seves relacions exteriors va ser reconegut formalment en la Declaració Balfour, adoptada en la Conferència Imperial de novembre de 1926. La primera missió diplomàtica permanent del Canadà en un país estranger va obrir a Washington D. C. en 1927. En 1928, Canadà va obtenir la designació d'un alt comissionat britànic a Ottawa, separant les funcions administratives i diplomàtiques del governador-general i acabant el rol anòmal d'aquest com a representant del govern britànic en relacions entre els dos països. L'Oficina de Dominis va tenir un secretari d'estat al juny de 1930, encara que fou únicament per raons polítiques locals donada la necessitat d'alleugerir la càrrega d'un ministre malalt mentre se separava un altre de la política de la desocupació. La Declaració Balfour va ser enriquida per l'Estatut de Westminster de 1931 quan va ser adoptat pel Parlament britànic i posteriorment ratificat per les legislatures dels dominis.
La declaració de Gran Bretanya d'hostilitats contra l'Alemanya Nazi el 3 de setembre de 1939 va posar a prova el tema. La majoria van prendre la posició que la declaració no comprometia als Dominis. Irlanda va preferir romandre neutral. En l'altre extrem, el govern conservador australià de l'època, liderat per Robert Menzies, va considerar que, atès que Austràlia no havia adoptat l'Estatut de Westminster, estava obligada legalment per la declaració de guerra del RU – que també havia estat la posició presa en la Primera Guerra Mundial – encara que això va ser polèmic a Austràlia. Entre aquests dos extrems, Nova Zelanda va declarar que com Bretanya era o estaria en guerra, també ella l'estava. Això va ser, no obstant això, un assumpte de política més que de necessitat legal. Canadà va emetre també la seva pròpia declaració de guerra després d'una reunió del Parlament, així com Sud-àfrica després d'un retard de diversos dies (Sud-àfrica el 6 de setembre, Canadà el 10 de setembre). Irlanda, que havia negociat la retirada de les forces britàniques del seu territori l'any anterior, va decidir romandre neutral durant la guerra. Aviat va haver-hi signes de creixent independència des dels altres Dominis: Austràlia va obrir una missió diplomàtica als Estats Units en 1940, així com Nova Zelanda en 1941, i la missió del Canadà a Washington va guanyar l'estatut d'ambaixada en 1943.

## De Dominis a regnes de la Commonwealth

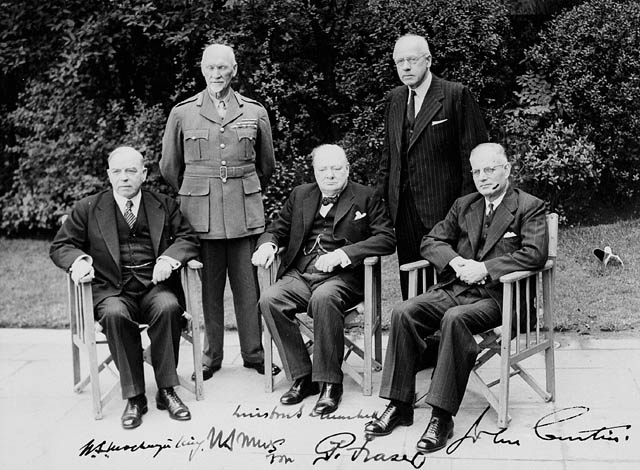
Els primers ministres de Bretanya i els quatre principals dominis en la Conferencia de Primers Ministres de la Mancomunitat. D'esquerra a dreta: William Leon Mackenzie King (Canadà); Jan Smuts (Sud-àfrica); Winston Churchill (RU); Peter Fraser (Nova Zelanda); John Curtin (Austràlia).

Inicialment, els Dominis conduïen la seva pròpia política comercial, algunes relacions internacionals limitades i tenien forces armades autònomes, encara que el govern britànic reclamava i exercia el poder exclusiu per declarar guerres. No obstant això, després de l'aprovació de l'Estatut de Westminster l'idioma de dependència de la Corona del Regne Unit va cessar, on la Corona mateixa no era més referida com la Corona de cap lloc particular sinó simplement com la Corona. Arthur Berriedale Keith, en Discursos i Documents dels Dominis Britànics 1918-1931, va declarar que els Dominis són Estats sobirans internacionals en el sentit que el Rei pel que fa a cadascun dels seus Dominis (amb excepció de Terranova) és un Estat a ulls de la llei internacional. Després de llavors, aquests països que eren prèviament coneguts com a Dominis es van tornar regnes independents on el sobirà ja no regna com el monarca britànic sinó com a monarca de cada nació en el seu propi dret, i són considerats igual al RU i als altres.
La Segona Guerra Mundial, que va minar el ja afeblit lideratge comercial i financer de Gran Bretanya, va afluixar encara més els llaços polítics entre Bretanya i els Dominis. L'acció sense precedents del Primer Ministre australià John Curtin (febrer de 1942) de revocar reeixidament una ordre del Primer Ministre britànic Winston Churchill que tropes australianes fossin desviades per defensar Birmània controlada pels britànics (la 7a Divisió estava llavors en camí des de l'Orient Mitjà fins a Austràlia per defensar-se en contra d'una esperada invasió japonesa) va demostrar que els governs dels Dominis ja no haurien de subordinar els seus propis interessos nacionals a les perspectives estratègiques britàniques. Per assegurar que Austràlia tingués poder legal total per actuar independentment, particularment en relació amb els seus afers exteriors, la indústria de la defensa i operacions militars, i per validar la seva passada acció independent en aquestes àrees, Austràlia formalment va adoptar l'Estatut de Westminster a l'octubre de 1942. i s'endavantà la data l'adopció a l'inici de la guerra al setembre de 1939.
L'Oficina de Dominis es va unir amb l'Oficina de l'Índia com l'Oficina de Relacions de la Mancomunitat després de la independència de l'Índia i Pakistan a l'agost de 1947. L'últim país a ser oficialment fet un Domini va ser Ceilan en 1948. El terme Domini va sortir de l'ús general a partir de llavors. Irlanda va cessar de ser un membre de la Mancomunitat l'1 d'abril de 1949, després de la proclamació de l'Acta de la República d'Irlanda. Això formalment assenyalava la fi de la connexió constitucional comuna de les antigues dependències a la Corona britànica. L'Índia també va adoptar una constitució republicana el gener de 1950. A diferència de moltes dependències que es van tornar repúbliques, Irlanda mai es va reintegrar a la Mancomunitat i va accedir a acceptar al Monarca britànic com a cap de l'associació d'estats independents.
La independència dels regnes separats va ser emfatitzada després de l'accés de la Reina Elisabet II en 1952, quan va ser proclamada no sols com a Reina del Regne Unit, sinó també com Reina del Canadà, Reina d'Austràlia, Reina de Nova Zelanda, de tots els seus altres regnes i territoris, etc. Això també reflectia el canvi de Domini a regne; en la proclamació dels nous títols de la Reina Elisabet II en 1953, la frase dels seus altres Regnes i Territoris, va reemplaçar Dominis amb una altra paraula francesa medieval amb la mateixa connotació, regne (de royaume). Així, recentment, quan es referien a un d'aquests setze països dins de la Mancomunitat de Nacions que compartien al mateix monarca, el terme reialme de la Mancomunitat s'ha tornat d'ús comú en lloc de Domini per diferenciar a les nacions de la Mancomunitat que continuen compartint al monarca com a cap d'Estat (Austràlia, Canadà, Nova Zelanda, Jamaica, etc.) d'aquells que no ho feien (Índia, Pakistan, Sud-àfrica, etc.). El terme Domini es pot trobar encara en la Constitució del Canadà on apareix nombroses vegades; no obstant això, és per molt un vestigi del passat, ja que el govern canadenc no ho fa servir de manera activa (veure la secció Canadà). El terme 'regne no apareix en la constitució canadenca. L'ús actual prefereix el terme regne perquè inclou al Regne Unit també, emfatitzant la igualtat, i cap nació sigui subordinada de cap altra. Domini, no obstant això, com a títol, tècnicament roman un terme que pot ser usat en referència a aquells països autònoms dins de la Mancomunitat de Nacions, a part del Regne Unit mateix, que estan en unió personal amb el Regne Unit.
Tanmateix l'idioma genèric de domini no va cessar en relació al Sobirà. Va ser, i és, usat per descriure a aquells territoris en els quals el Monarca exercita la seva sobirania, la frase dominis de Sa Majestat sent un terme legal i constitucional usat per referir-se a tots els regnes i territoris del Sobirà, sigui independent o no. Així, per exemple, l'Acta d'Irlanda de 1949 britànica va reconèixer que la República d'Irlanda havia cessat de ser part dels dominis de Sa Majestat. Quan als territoris dependents que mai havien estat annexats (els que no eren colònies de la Corona), però havien estat protectorats o fideïcomisos (de les Nacions Unides), se'ls va atorgar independència, l'acta del Regne Unit que concedia la independència sempre declarava que tal territori haurà de formar part dels dominis de La seva Majestat; tornant-se part del territori en els quals la Reina exerceix sobirania, no solament suzerania.
Moltes de les característiques distintives que alguna vegada van pertànyer només als Dominis són ara compartides per altres Estats en la Mancomunitat, no importa si són repúbliques, regnes independents, colònies autònomes o colònies de la Corona. Encara en un sentit històric les diferències entre les colònies i Dominis autònoms han estat sovint formals més que substancials.